# 나리타 데모 사건
나리타 데모 사건(일본어: 成田デモ事件)은 1968년 세 차례 일본 지바현 나리타시에서 일어난 데모 사건이다. 2월 26일에 1차 나리타 데모 사건이 일어났으며, 3월 10일에 2차 나리타 데모 사건이, 3월 31일에 3차 나리타 데모 사건이 발생하였다.
데모 사건에 참여한 시위대는 이전년도인 1967년부터 나리타 공항 문제에 개입했던 전일본학생자치회총연합(삼파전학련)을 비롯한 여러 신좌파 학생들이었으며 기동대와의 충돌로 여러 명의 부상자가 발생하였다. 데모 사건 이후 산리즈카 투쟁을 이끌던 산리즈카 시바야마 연합공항반대동맹은 신좌파의 지원을 적극적으로 받아들이게 된다.

## 제1차 나리타 데모 사건
1968년 2월 26일, 산리즈카 시바야마 연합공항반대동맹, 삼파전학련, 스나가와 기지 확장반대동맹 등의 여러 단체가 모인 시위대가 나리타시청 바로 아래에 있는 나리타 시영 그랜드(현 구리야마 근린 공원)에서 "산리즈카 공항 실력분쇄, 스나가와 기지 확장저지 현지 2.26 총궐기집회"를 공동 개최하였다.
"나리타를 제2의 하네다로 만들겠다"며 1,000여명의 학생들이 참여한 삼파전학련은 오후 3시 30분 경 집회를 마치고 나서 시위를 시작한 반대동맹을 제치고 시청에 부속된 신도쿄국제공항공단분실 진입을 시도하면서 플래카드판을 떼낸 게발트봉과 공사용 암석 등을 무기로 공항공단 건물을 지키는 지바현 경찰기동대와 충돌하였다.
학생 시위대와 기동대 사이 충돌이 매우 치열하여 학생들이 밀어낸 지휘차량 내에 있던 연대지휘관인 나리타 경찰서장이 직접 지휘봉을 들고 저항할 정도였다. 경찰 측은 716명이 중경상을 입었다. 경찰 측 부상자 중에서는 시위대가 던진 클로로피크린에 경관 1명이 맞아 목 절개수술을 할 정도의 중상자도 있었다.
이 시위 이후 시위대 학생 24명이 흉기준비집합죄나 공무집행방해죄로 체포되었으며 반대동맹 대표인 도무라 잇사쿠를 포함한 총 155명의 부상자가 발생했다. 한편 일본 경찰측은 중핵파의 기관지인 "전진" 등을 통해 집회가 폭력적으로 변할 조짐을 미리 감지하고 있었으나 1968년 1월에 있었던 사세보항 엔터프라이즈 기항 저지 투쟁 당시 경찰이 "과잉경비"라는 비판을 받았으며 반대파측도 이 점을 이용하여 "기동대가 와서 이런 소동이 벌어진 것이다"라고 말하자 경찰 측은 온건방어를 내세웠으며 당시 동원되었던 기동대 3천명도 대부분이 평시에 파출소에서 근무하던 경찰관이어서 전날 보급된 대형 방패를 다루는 데 서툴러 큰 인명피해가 발생하였다.
충돌 과정에서 혼란이 일어날 당시 반대동맹의 농민이 공항공단 분실에 침입하여 공항 설계도면을 훔쳤으며 이 설계도면을 이용하여 나리타 공항 관제탑 점거사건 당시 반대동맹의 작전을 수립하였다.
머리에 7바늘을 꿰메는 부상을 입고 나리타 적십자병원에 입원했던 도무라 반대동맹 대표는 침상에서 한 인터뷰에서 "눈앞에서 학생들이 경관에게 맞고 있어서 말리러 했다. 잡힌 왼손이 경광봉에 맞았고 그 뒤에 헬멧이 벗겨진 뒤 머리를 난타당했다. 경관대가 나를 알고 있어서 심하게 폭행했다고 생각한다. 경찰의 정체가 드러났으니 앞으로는 철저한 저항을 계속할 것이다. 그러기 위해선 죽어도 좋다"라고 말했다.
또한 신문 보도를 싫어했던 내각총리대신 사토 에이사쿠는 다음날의 일기에 "어제의 나리타 공항 데모는 학생에 대한 비판의 소리가 많았다. 하지만 아사히(신문)는 학생들만 편들고 있다. 어떻게든지 아사히를 토벌하지 않으면 안 된다"라고 적었다.

## 제2차 나리타 데모 사건
1968년 3월 10일, 공항반대동맹과 전국반전청년위원회의 공동 주최로 나리타 시영 그랜드에서 다시 "공항 분쇄 및 베트남 반전 총궐기집회"를 개최, 총 4,500명의 시위대가 모였다.
경찰 측은 2월 26일 열렸던 1차 집회에서 큰 피해가 발생하자 "법률위반자는 엄중하게 검거하겠다"라는 방침을 내렸으며 1차 집회 당시 동원되었던 경찰기동대를 포함한 경비진 4,700명을 동원하였다. 반대 운동을 지원하던 일본사회당도 집회에 참여하여 아야와 유조와 이토 시게루 등의 국회의원을 포함한 "부정탄압감시단"을 파견하였으며, 공항 건설을 찬성하는 자유민주당은 아이카와 가쓰로쿠를 단장으로 하는 "치안감시의원단"을 파견하였다.
집회 후 묘지에 숨겨놓았던 무기로 무장한 시위대가 기동대와 대규모 충돌을 일으킨다. 기동대는 가스탄으로 시위대를 저지하진 못했으나 3대의 물대포 차량에 최루제를 섞은 물을 발사하여 시위대를 차단하였다.
충돌 이후 반대파들이 해산집회를 열자 기동대 5천여명은 이를 위법시위라고 하며 진압하기 시작하였다. 기동대는 반대파들에게 가스탄을 쏜 다음 돌입하였다. 하지만 가스탄이 바람을 타고 도시락이나 술 등을 가지고 모여 있던 구경꾼들이 있던 곳까지 날라가서 최루탄이 날라갔던 곳은 많이 혼란스러워졌다. 철저한 체포 작전으로 공항반대파는 약 150명 이상이 체포당했으며 천여 명 이상이 부상을 입었다. 기동대의 부상자는 453명이었다. 상황이 진정된 후 나리타 경찰서장이 기동대 1개 대대를 거느리고 시가지를 행진하며 진압되었음을 어필하였다.
2차 데모 사건으로 시청 청사의 유리창이 파괴되었으며, 학생들과 시위대 구경꾼들 사이의 여러 혼란으로 시위장 주변 가게와 주거지가 피해를 입기도 하였다. 한편 구 나리타정 지구 구장들은 "공단을 다른 적당한 장소로 이전하기 바란다"라는 요구서를 냈다. 또한 교통에 혼란을 일으킨 경찰의 엄중한 검문에 대해서도 비판이 많았으며 일본 사회당의 기하라 미노루 등은 "경찰 측의 실력행사는 완전히 경찰권 행사의 남용"이라며 지바현경 경비본부장에게 면직을 요구하였다. 이마이 히사시 공항공단 총재는 "반대파 농민들과도 만나 설득하고 싶다", "신공항을 베트남과 연관시키는 전학련의 논법으로 근거 없이 나리타 시민들에게 폐를 끼치는 것은 유감이다"라고 발언하였다.
덧붙여 사토 총리대신은 "나리타 공항은 통일(반대파와 삼파련 학생)데모이다. 기동대도 이에 대비해 어제의 오지 야전병원 반대 데모에 이어 다수의 체포자가 발생했다. 학생들의 이 폭거는 어떻게 하든지 다스리지 않으면 안된다. 체포로 대항하는 수 밖에 없다."라고 일기에 작성하였다.
이 데모 이후 TBS 나리타 사건이 일어나면서 과격파에게 도움을 준 도쿄방송(TBS 테레비)가 비판받았다.

## 제3차 나리타 데모 사건
1968년 3월 31일, 반대동맹과 신좌파 세력이 연합하여 3번째로 전국 결집 대집회를 열었다. 이 날 집회는 나리타 시영 그랜드 사용이 금지됨에 따라 산리즈카 제2공원에서 개최되었다. 도무라 대표가 "나는 여러분들에게 피를 흘리는 것을 추천하고 싶지 않지만, 일이 이렇게 된 이상 피를 흘리지 않고서는 공항건설을 저지할 수 없다"라고 연설하였다.
집회 후 공항공단 분실을 향해 행진을 시작하였다. 행진 도중 경찰관 대기숙소를 습격하여 중핵파의 깃발이 꽂혀진다. 시위 코스에서 벗어난 학생 무리들은 전경과 충돌해 물대포를 맞으면서도 경비용 바리케이드에 매달렸으나 장거리 이동으로 지쳤던 학생 시위대는 대기중이던 경찰 부대에게 진압된다. 체포자는 235명이며 공항 반대파는 총 300명 이상의 부상자가 발생했다.

## 영향
반대동맹 대표였던 도무라는 원래 평화주의자였으나 자기 자신도 부상을 입은 나리타 데모 사건 이후 방침을 전환해 국가 권력에 대항하기 위한 폭력을 긍정하는 성향으로 전환하게 된다.
1967년 10월 10일 있었던 측량말뚝 저지 투쟁에서 그 동안 반대운동을 지원하던 일본공산당은 저항하는 농민들을 놔두고 저지선에서 이탈하여 반대동맹 농민들이 완전 무장했던 기동대에게 바로 제압되는 일이 일어났다. 같은 해 12월 15일 반대동맹은 공산당과의 갈등으로 신좌익과의 공투를 반대하는 일본공산당을 축출했다고는 발표했으나, "폭력학생"과의 공투에 대해서는 반대동맹 간부들 내에서도 신중론이 많았었다. 하지만 위축되었던 당시 반대동맹 농민들은 전경과 맞서 싸우는 시위대의 모습을 보고 학생 시위대들을 반대동맹에 합류시켰다. 데모 사건 이후 반대동맹은 삼파전학련의 지원을 전적으로 받아들이고 그 이후 실력투쟁이 계속되었다.

## 참고 문헌
- 朝日ジャーナル編集部, 편집. (1970년 5월). 《三里塚 : 反権力の最後の砦》. 三一新書 697. 東京: 三一書房. ISBN 9784380700088.
- 飯高春吉 (1976년 8월). 《北総の朝あけ : 成田空港闘争と警備の記録》. 千葉県: 千葉日報社出版局. ASIN B000J8VURA.
- 大坪景章 (1978년 4월).  東京新聞千葉支局, 편집. 《ドキュメント成田空港 : 傷だらけの15年》. 東京: 東京新聞出版局. ISBN 9784808301897.
- 佐藤文生 (1978년 4월). 《はるかなる三里塚 : インサイド・レポート成田空港》. 東京: 講談社. ASIN B000J8PGVG.
- 公安調査庁 (1993년 4월). 《成田闘争の概要》.
- 隅谷三喜男 (1996년 10월). 《成田の空と大地 闘争から共生への途》. 岩波書店. ISBN 978-4000015462.
- 原口和久 (2000년 5월). 《成田空港365日 1965-2000》. 崙書房. ISBN 978-4845510672.
- 原口和久 (2002년 4월). 《成田 あの1年》. 崙書房. ISBN 978-4845501779.
- 伊藤睦 編 (2017년 5월). 《三里塚燃ゆ 北総台地の農民魂》. 平原社. ISBN 978-4938391607.